# Marguerite Nicolas
Pour les articles homonymes, voir Nicolas.
Marguerite Nicolas (épouse Crépin), née le 19 avril 1916 à Perros-Guirec et morte le 27 novembre 2001 à Clichy, est une athlète française, spécialiste du saut en hauteur.

## Carrière
Marguerite Nicolas évolue en club au Stade rennais UC en 1933, au Paris UC de 1935 à 1936 et à l'Alsacienne-Lorraine Paris en 1937. Elle termine quatrième du concours de saut en hauteur aux Jeux olympiques d'été de 1936 à Berlin, battant le record de France avec un saut à 1 mètre 58. Elle est sacrée championne de France en 1935, 1936, 1937 et 1938.